# ذو الكلاع الحميري
ذو الكلاع الحِمْيري، واسمه أسْمَيْفَع بن ناكور، وقيل أيفع، وقيل سُمَيْفِع (بدون همزة)، ويكنى بأبي شرحبيل، أو أبي شراحيل. صحابي مختلف في صحبته، وإن كان من المتفق أنه أسلم أيام النبي محمد.
كان رئيساً في قومه، وكتب إليه النبي محمد في التعاون على قتل الأسود العنسي.
له حديث مروي عن النبي محمد، حيث روى ابن لهيعة عن كعب بن علقمة، عن حسان بن كليب الحميري، عن ذي الكلاع الحميري أنه قال: "سمعت رسول الله ﷺ يقول:اتْرُكُوا التّرْكَ مَا تَرَكُوكُمْ". وهذا ما يؤكد أنه صحابي، وليس تابعيا.
اشترك في معركة صفين في صف معاوية بن أبي سفيان، مع اعتقاده ببراءة علي بن أبي طالب من دم عثمان بن عفان، وقُتل فيها. وشارك في فتوح الشام.
هو والد شرحبيل بن ذي الكلاع، أحد قادة بني أمية.